# Дворец Константина Замойского
Дворец Константина Замойского (пол. Pałac Konstantego Zamoyskiego) — дворец в стиле неоренессанса, расположенный в центре Варшавы.

## История
До постройки дворца территория использовалось в качестве прогулочного сада в стиле Воксхолл-Гарденз. В 1870 году Константин Замойский стал владельцем этого участка.
Дворец был построен по проекту архитектора Леандро Маркони. Он состоит из основного корпуса и двух перпендикулярных флигелей, расположенных по бокам от двора. Подъездная дорога к улице закрыта воротами позднего барокко.
В 1944 году дворец был опустошён. До 1945 года он был собственностью семьи Замойских. В 1949 году здание было передано Ассоциации архитекторов Республики Польша (с 1952 года Ассоциация польских архитекторов) для размещения главного совета ассоциации. Здесь также размещалась Ассоциация польских художников и графиков. В 1964—1968 годах рядом с основным корпусом с северной стороны был возведён выставочный павильон со стеклянной стальной конструкцией.
Во дворце сейчас находится Ассоциация польских архитекторов, Ассоциация домостроителей, а также ресторан и клуб Endorfina Foksal.